# نهان‌سنبل (رده)
نهان‌سنبل (نام علمی: Crypsis) نام یک سرده از تیرهٔ گندمیان است.